# Agathis varipes
Agathis varipes är en stekelart som beskrevs av Thomson 1895. Agathis varipes ingår i släktet Agathis, och familjen bracksteklar. Arten är reproducerande i Sverige. Inga underarter finns listade.